# George Gabriel Stokes
Sir George Gabriel Stokes, 1. baronet, PRS (født 13. august 1819, død 1. februar 1903) var en anglo-irsk fysiker og matematiker. Stokes blev født i County Sligo, Irland og tilbragte hele sin karriere på University of Cambridge, hvor han var den Lucasianske professor i matematik fra 1849 indtil sin død i 1903.